# Hirawanu Tapu
Hirawanu Tapu, né vers 1824 à Te Awapatiki sur la côte est de l'île Chatham et mort en mai 1900 à Manukau sur cette même île, est une figure prééminente de la société moriori au moment du déclin de celle-ci. Les informations qu'il a communiquées aux ethnologues occidentaux constituent l'essentiel de ce que les Moriori peuvent connaître aujourd'hui de leur culture traditionnelle.

## Biographie
Il naît dans la tribu Owenga du peuple moriori. En novembre 1835, les îles Chatham sont envahies par deux tribus maori : les Ngati Mutunga et les Ngati Tama. Les envahisseurs massacrent les Moriori, et réduisent les survivants en esclavage. Hirawanu Tapu est emmené par les Ngati Tama à Kaingaroa, en tant qu'esclave du chef Wiremu Kingi Meremere. Dans les années 1850 il épouse une femme moriori également esclave, Rohana. Libéré à la mort de Meremere en 1860, il retourne sur ses terres tribales avec son épouse.
Ayant appris à parler et lire le maori ainsi qu'un peu d'anglais, il met ses connaissances au service de ce qui demeure de sa tribu, se faisant l'interface entre la communauté et les navires marchands de passage, et négociant le troc. Bien que n'étant pas d'une lignée de chefs, et bien qu'étant encore jeune, il jouit d'un certain statut parmi les siens. Il fait ainsi office de scribe lors du grand conseil à Te Awapatiki en 1862, où les Moriori commencent à enregistrer par écrit leurs traditions et leurs généalogies. Il est également le porte-parole de son peuple auprès des autorités coloniales britanniques, qui lui confient la tâche d'enregistrer les transactions commerciales au port d'Owenga.
En 1868, avec sa femme et d'autres membres de la tribu Owenga, il s'installe sur une réserve attribuée par Apitia Punga, chef local des Ngati Mutunga, qui demeurent les propriétaires des terres moriori conquises. Néanmoins, les Moriori contestent, en 1870 auprès de la Cour foncière indigène établie par les autorités britanniques, la légitimité de leur expropriation par les Maori ; ils choisissent Hirawanu Tapu pour les y représenter. Les Maori sont toutefois habitués aux procédures de la Cour, tandis que Hirawanu Tapu les découvre. La Cour, s'appuyant sur le droit coutumier maori, accorde aux envahisseurs maori la propriété de 97,3 % des terres de l'île Chatham, en vertu du droit établi par leur conquête, et n'octroie que 2,7 % des terres aux Moriori survivants.
Dans le même temps, c'est à Hirawanu Tapu que rendent visite les ethnologues qui souhaitent étudier l'histoire et les coutumes des Moriori. Il accueille ainsi Stephenson Percy Smith et Edward Tregear. Surtout, il entame en 1868 une longue collaboration avec le jeune ethnologue Alexander Shand, qui souhaite enregistrer l'histoire, les traditions, la langue et les chants moriori. Tapu interroge à ce sujet les chefs moriori et explique à Shand leurs réponses. Leur travail donne lieu à la publication d'articles dans la revue de la Polynesian Society dans les années 1890, puis à un livre en 1911 : The Moriori people of the Chatham Islands: their history and traditions. C'est également Hirawanu Tapu qui fournit l'ensemble des informations permettant à Samuel Deighton de publier un recueil de vocabulaire moriori. Il est une célébrité locale et en 1895 le gouverneur de Nouvelle-Zélande David Boyle, comte de Glasgow, lui rend visite.
Atteint de tuberculose et affaibli plusieurs fois par la grippe, il meurt en mai 1900 à l'âge d'environ 76 ans. Au moment de sa mort, les Moriori sont considérés comme quasi-éteints. Il aura permis que la culture de son peuple soit préservée par voie écrite, mais après sa mort « il n'y a aucun Moriori de sa stature prêt ou capable » de poursuivre son travail. L'historien Michael King écrit ainsi quatre-vingt-dix ans plus tard que « la culture moriori est morte avec lui » plutôt qu'avec Tommy Solomon, mort en 1933 et considéré parfois comme le « dernier Moriori ».